# Wetboek van Strafrecht (Nederland)
Het Nederlandse Wetboek van Strafrecht (in de rechtspraak vaak afgekort tot Sr of WvSr) vormt samen met het Wetboek van Strafvordering de basis van het Nederlandse strafrecht. Daarnaast staan er misdrijven en overtredingen in bijzondere wetten, zoals de Wegenverkeerswet 1994, de Opiumwet, de Wet wapens en munitie, de Wet op de economische delicten en de Arbeidsomstandighedenwet.
Voor de BES-eilanden is er het Wetboek van Strafrecht BES.

## Geschiedenis
Het eerste Wetboek van Strafrecht in Nederland was het Crimineel Wetboek voor het Koningrijk Holland, dat gold van 1809 tot 1811. In 1811 werd het, na de inlijving bij het Franse Keizerrijk in 1810, vervangen door de net nieuwe Franse Code Pénal uit 1810. In 1813 bleef dit wetboek van kracht, met een aantal wijzigingen. Het Geesel- en Worgbesluit voerde Nederlandse straffen, zoals geseling en ophanging, opnieuw in. De eerste versie van het huidige Wetboek van Strafrecht werd in 1881 vastgesteld en, na eerst nog in 1886 gewijzigd te zijn, in dat jaar ingevoerd.

## Strafproces
Het Wetboek van Strafrecht beschrijft niet hoe de strafrechtelijke procedure verloopt. Dit wordt beschreven in het Wetboek van Strafvordering.
Per 1 mei 1984 zijn geldboetecategorieën ingevoerd

## Indeling
Het Wetboek van Strafrecht bestaat uit drie boeken:
1. Algemene bepalingen
2. Misdrijven
3. Overtredingen

Het onderscheid tussen een misdrijf en een overtreding wordt niet apart uiteengezet, het volgt uit de indeling. Een boete van de eerste categorie komt alleen voor bij overtredingen.
De verdere indeling is in titels (in Romeinse cijfers, per boek steeds weer met I beginnend) en, alleen voor titel IIA van boek 1, afdelingen. De artikelen zijn doorgenummerd.

## Algemene bepalingen
Het boek Algemene bepalingen bepaalt zaken die gelden voor overtredingen en misdrijven, zoals de soorten straffen die opgelegd kunnen worden, gevallen voor strafverlaging en strafverhoging, et cetera. Overtredingen zijn over het algemeen minder ernstig dan misdrijven, maar op de zwaarste overtredingen staat een hogere straf dan op de lichtste misdrijven (zie de straffen hieronder). Uitgangspunt is dat aan de dader van een strafbaar feit een straf kan worden opgelegd. Daarop bestaan echter twee uitzonderingen: bij een feit dat de dader niet kan worden aangerekend kan hij of zij daarvan worden vrijgesproken en in plaats daarvan een maatregel worden opgelegd (zoals TBS), terwijl er ook gevallen denkbaar zijn waarin de dader wel schuldig wordt verklaard doch desalniettemin geen straf opgelegd krijgt. 
Enkele onderdelen zijn bijvoorbeeld:
- Titel I. Omvang van de werking van de strafwet
  - Artikel 1 bevat het legaliteitsbeginsel.
  - Artikel 2 bepaalt dat de Nederlandse strafwet (het geheel van de strafwetten) toepasselijk is op ieder die zich in Nederland aan een strafbaar feit schuldig maakt.
  - Artikel 7 bepaalt onder meer dat de Nederlandse strafwet ook toepasselijk is op de Nederlander die zich buiten Nederland schuldig maakt aan een feit dat door de Nederlandse strafwet als misdrijf wordt beschouwd en waarop ook door de wet van het land waar het begaan is straf is gesteld (principe van de dubbele strafbaarstelling). Als deze bepalingen niet van toepassing zijn kan de Nederlandse strafwet soms toch toegepast worden, dit verschilt per strafbaar feit.
- Titel II. Straffen
  - Artikel 9 onderdeel a bepaalt dat de hoofdstraffen zijn gevangenisstraf, hechtenis, taakstraf en geldboete.
  - Artikel 15: Voorwaardelijke invrijheidstelling.
  - Artikel 23: geldboetes, categorieën.
- Titel IIA. Maatregelen
  - Eerste afdeling. Onttrekking aan het verkeer, ontneming van het wederrechtelijk verkregen voordeel en schadevergoeding
  - Tweede afdeling. Plaatsing  in  een  psychiatrisch ziekenhuis en terbeschikkingstelling
  - Derde afdeling. Plaatsing  in  een  inrichting voor stelselmatige daders
  - Vierde afdeling. Oplegging vrijheidsbeperkende maatregel
- Titel III. Uitsluiting en verhoging van strafbaarheid (voor het eerste, zie uitsluiting van de strafbaarheid)
- Titel IV. Poging en voorbereiding
  - Artikel 45: poging tot misdrijf, met een begin van uitvoering
  - Artikel 46: strafbare voorbereiding
  - artikel 46b: vrijwillige terugtred.
- Titel V. (Artikelen 47-54a) Deelneming aan strafbare feiten
  - Artikel 51: Strafbaarheid van rechtspersonen
- Titel VIII. Verval van het recht tot strafvordering en van de straf
  - Artikel 69: Het recht tot strafvordering vervalt door de dood van de verdachte.
  - De artikelen 70 t/m 73 betreffen verjaring.
  - Artikel 74 betreft een schikking met de officier van justitie ter voorkoming van strafvervolging.
- Titel VIII A Bijzondere bepalingen voor jeugdigen en jongvolwassenen (artikelen 77a-77hh)
- Titel IX. Betekenis van sommige in het wetboek voorkomende uitdrukkingen
  - Artikel 79 geeft de definitie van een aanslag
  - Artikel 80 geeft de definitie van samenspanning
  - Artikel 80bis geeft de definitie van omwenteling
  - Artikel 83 geeft de definitie van een terroristisch misdrijf
  - Artikel 83a geeft de definitie van een terroristisch oogmerk.

## Misdrijven
Misdrijven zijn ernstige delicten. In het Tweede Boek van het Wetboek van Strafrecht worden alle commune misdrijven inclusief de maximaal op te leggen straf beschreven.
Enkele voorbeelden van misdrijven uit het Wetboek van Strafrecht:
- Titel I. Misdrijven tegen de veiligheid van de staat
  - Aanslag tegen de Koning (art. 92).
  - Aanslag tegen het Rijk (art. 93).
  - Aanslag tegen regeringsvorm (art. 94).
  - Uiteenjagen van de regeringsraad (art. 95).
  - Uiteenjagen van de Ministerraad (art. 95a).
  - Collaboratie (art. 97, art. 99 t/m art. 104 lid 1 en art. 105 t/m art. 107a).
  - Omwenteling (art. 97a en 97b).
  - Breken van staatsgeheim (art. 98 t/m art. 98c)
  - Hulp aan een deserteur (art. 104 lid 2).
- Titel II. Misdrijven tegen de koninklijke waardigheid
  - Aanslag op de echtgenoot van de Koning, enz. (art. 108).
  - Aanranding van de Koning (art. 109).
  - Aanranding van de echtgenoot van de koning, enz. (art. 110).
  - Ontzetting van het recht om bepaalde ambten te bekleden na veroordeling voor de misdrijven in titel II (art. 114).
  - Strafverzwaring voor misdrijven uit titel II, als een terroristisch oogmerk wordt vastgesteld (art. 114a).
  - Samenspanning tot het misdrijf uit art. 108 met een terroristisch oogmerk (art. 114b lid 1)
- Titel III. Misdrijven tegen hoofden van bevriende Staten en andere internationaal beschermde personen
  - Aanslag op bevriend staatshoofd (art. 115).
  - Aanranding van een bevriend staatshoofd (art. 116).
  - Aanslag op internationaal beschermd persoon (art. 117).
  - Aanranding van een internationaal beschermd persoon (art. 117a).
  - Geweld tegen beschermde goederen van een internationaal beschermd persoon (art. 117b).
- Titel IV. Misdrijven betreffende de uitoefening van staatsplichten en staatsrechten
  - Uiteenjagen van de Staten-Generaal (art. 121 t/m art. 122).
  - Uiteenjagen van een provinciale staten (art. 123 en art. 123a).
  - Uiteenjagen van een gemeenteraad (art. 124 en art. 124a).
  - Verhinderen van verkiezingen (art. 125).
  - Omkopen van stemgerechtigde voor hun stem (art. 126)
  - Ongeldig maken van andermans stemmen (art. 127)
  - Zich als een ander voordoen tijdens het stemmen (art. 128)
  - Frauderen of verijdelen van verkiezingen (art. 129).
  - Ontzetting van het recht om bepaalde ambten te bekleden na veroordeling voor de misdrijven in titel IV (art. 130).
  - Strafverzwaring voor misdrijven uit titel IV, als een terroristisch oogmerk wordt vastgesteld (art. 130a).
- Titel V. Misdrijven tegen de openbare orde
  - Opruiing (art. 131).
  - Groepsbelediging (art. 137c).
  - Aanzetten tot haat (art. 137d).
  - Huisvredebreuk (art. 138).
  - Computervredebreuk (art. 138ab).
  - Deelneming aan een criminele organisatie (art. 140).
  - Deelneming aan een terroristische organisatie (art. 140a).
  - Openlijke geweldpleging (art. 141).
  - Gelegenheid verschaffen tot plegen van geweld (art. 141a, ingevoerd in 2010 als onderdeel van de Voetbalwet)
  - Grafschennis (art. 149)
- Titel VII. Misdrijven waardoor de algemene veiligheid van personen of goederen wordt in gevaar gebracht
  - Opzettelijk brand stichten, een ontploffing teweegbrengen of een overstroming veroorzaken (art. 157)
- Titel VIII. Misdrijven tegen het openbaar gezag
  - Omkopen van een ambtenaar of een poging daartoe (art. 177)
  - Mensensmokkel (art. 197a)
- Titel IX. Meineed
  - Meineed (art. 207).
- Titel X. Valsheid in muntspeciën en munt- en bankbiljetten
  - Valsemunterij (art. 208).
- Titel XI. Valsheid in zegels en merken
- Titel XII. Valsheid met geschriften, gegevens en biometrische kenmerken
  - Valsheid in geschrifte (art. 225).
  - Valse betaalpas of waardekaart (art. 232).
- Titel XIII. Misdrijven tegen de burgerlijke staat
  - Bigamie (art. 237).
- Titel XIV. Seksuele misdrijven
- Titel XV. Verlating van hulpbehoevenden
- Titel XVI. Belediging
  - Smaad (art. 261)
  - Laster (art. 262)
  - Eenvoudige belediging (art. 266)
- Titel XVII. Schending van geheimen
  - Schending beroepsgeheim (art. 272).
  - Schending briefgeheim (art. 273a).
- Titel XVIII. Misdrijven tegen de persoonlijke vrijheid
  - Mensenhandel (art. 273f)
  - Slavenhandel (art. 274)
  - Onttrekking van een minderjarige aan het wettelijk gezag (art. 279)
  - Schaking (art. 281).
  - Wederrechtelijke vrijheidsberoving (art. 282).
  - Bedreiging (art. 285).
  - Belaging (art. 285b).
  - Gebruik persoonsgegevens voor intimiderende doeleinden, doxing (art. 285d, vanaf 1 januari 2024).
- Titel XIX. Misdrijven tegen het leven gericht
  - Doodslag (art. 287).
  - Moord (art. 289).
  - Levensbeëindiging op verzoek, behalve door een arts volgens de betreffende regels (art. 293).
  - Aanzetting tot zelfdoding indien de zelfdoding volgt (art. 294, eerste lid).
  - Hulp bij zelfdoding, behalve door een arts volgens de betreffende regels (art. 294, tweede lid).
- Titel XIXA. Afbreking van zwangerschap (strafbaar indien niet toegestaan volgens de Wet afbreking zwangerschap)
- Titel XX. Mishandeling
  - Mishandeling (art. 300).
- Titel XXI. Veroorzaken van de dood of van lichamelijk letsel door schuld
  - Dood door schuld (art. 307).
- Titel XXII. Diefstal en stroperij
  - Diefstal (art. 310)
  - Gekwalificeerde diefstal (art. 311).
  - Stroperij (art. 314).
- Titel XXIII Afpersing en afdreiging
  - Afpersing (art. 317).
  - Afdreiging (art. 318).
- Titel XXIV Verduistering
  - Verduistering (art. 321).
- Titel XXV. Bedrog
  - Oplichting (art. 326).
  - Flessentrekkerij (art. 326a).
- Titel XXVI. Benadeling van schuldeisers of rechthebbenden
  - Bedrieglijke bankbreuk (art. 341).
- Titel XXVII. Vernieling of beschadiging
  - Vernieling (art. 350).
- Titel XXVIII. Ambtsmisdrijven
  - Knevelarij (art. 366).
- Titel XXIX. Scheepvaart- en luchtvaartmisdrijven
- Titel XXX. Begunstiging
  - Heling (art. 416).
- Titel XXXA. Witwassen
  - Witwassen (art. 420bis).
- Titel XXXI. Financieren van terrorisme

### Straffen voor misdrijven
De volgende straffen worden vermeld (mogelijk niet volledig):
- gevangenisstraf van ten hoogste twee weken/een, twee of drie maanden of geldboete van de tweede categorie
- gevangenisstraf van ten hoogste drie/zes/negen maanden/een jaar of geldboete van de derde categorie
- gevangenisstraf van ten hoogste zes maanden/een jaar/een jaar en zes maanden/twee, drie of vier jaren/vier jaren en zes maanden/vijf/zes jaren of geldboete van de vierde categorie
- gevangenisstraf van ten hoogste zes/zeven/acht/negen/tien/twaalf/vijftien jaren of geldboete van de vijfde categorie
- levenslange gevangenisstraf of tijdelijke van ten hoogste dertig jaren of geldboete van de vijfde categorie

Uit de maximale duur van een gevangenisstraf volgt dus niet helemaal eenduidig een boetecategorie.
Zie ook afhankelijkheid strafvorderingsmaatregelen van de maximale gevangenisstraf.

## Overtredingen
Het Derde Boek, Overtredingen, beschrijft overtredingen, en vermeldt daarvan steeds de maximumstraf. Op overtredingen staat geen gevangenisstraf maar hechtenis, het strafmaximum is een jaar en dikwijls veel lager; op veel overtredingen staat slechts een geldboete.
Enkele voorbeelden van overtredingen uit het Wetboek van Strafrecht:
- Titel I. Overtredingen betreffende de algemene veiligheid van personen en goederen
  - Hinderlijk volgen (art. 426bis)
- Titel II. Overtredingen betreffende de openbare orde
  - Nudisme op een daarvoor ongeschikte plaats (art. 430a)
  - Het in het openbaar dragen of voeren van kledingstukken of opzichtige onderscheidingstekens welke uitdrukking zijn van een bepaald staatkundig streven (art. 435a, zie uniformverbod)
- Titel III. Overtredingen betreffende het openbaar gezag (artikelen 443-447e)
  - Overtreding van een noodverordening (art. 443)
- Titel IV. Overtredingen betreffende de burgerlijke staat
  - Sluiting van een godsdienstig huwelijk van (nog) niet burgerlijk gehuwden
- Titel VI. Overtredingen betreffende de zeden
  - Openbare dronkenschap (art. 453)
- Titel VII. Overtredingen betreffende de veldpolitie
  - Verboden toegang als de rechthebbende dit laat blijken (art. 461) - meestal aangegeven met een standaardbord dat expliciet naar dit wetsartikel verwijst, "Verboden toegang" of "Verboden toegang voor onbevoegden" met "Art. 461 Wetb. v. Strafr."[2]

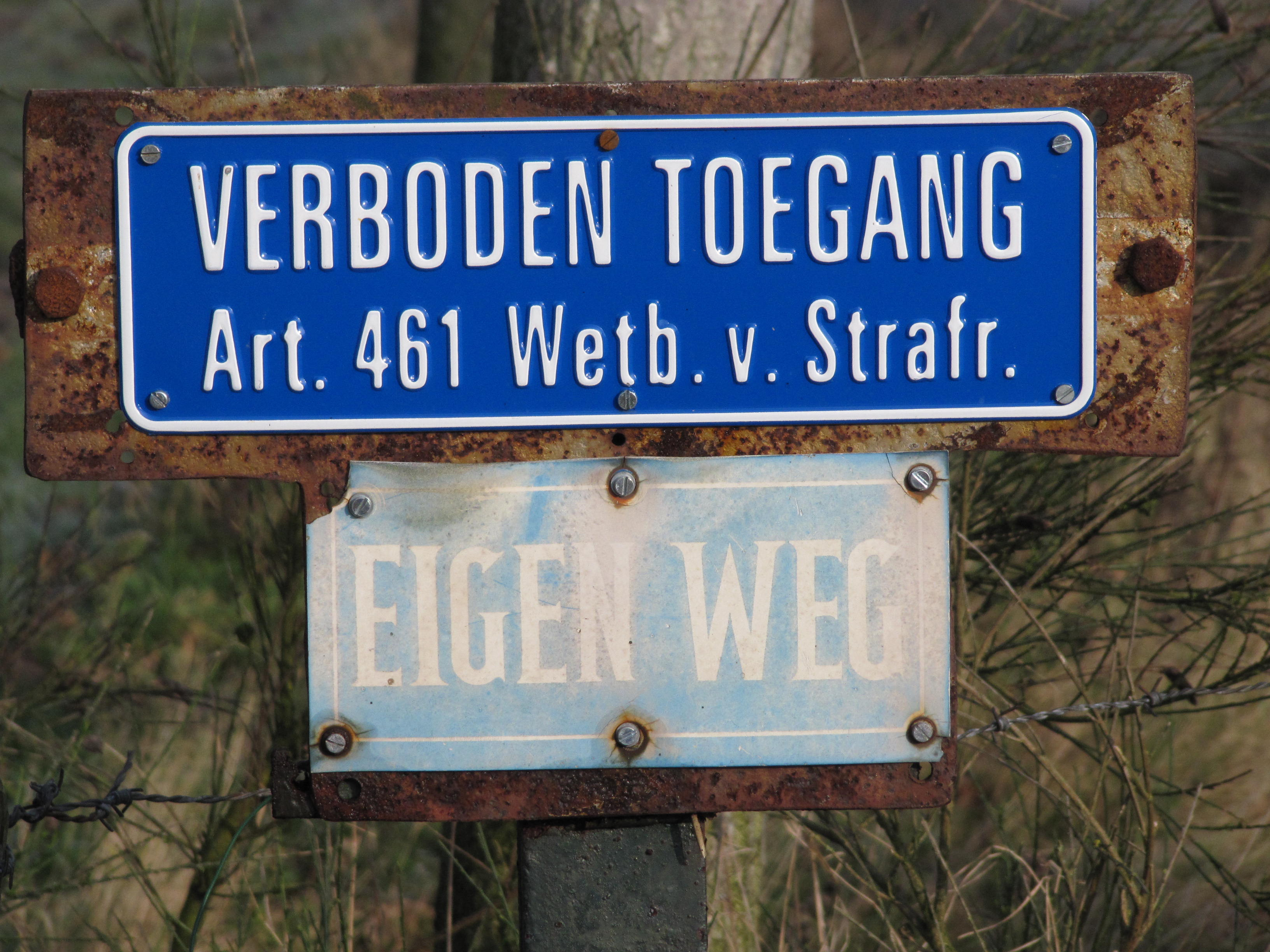
Verboden toegang - Eigen weg
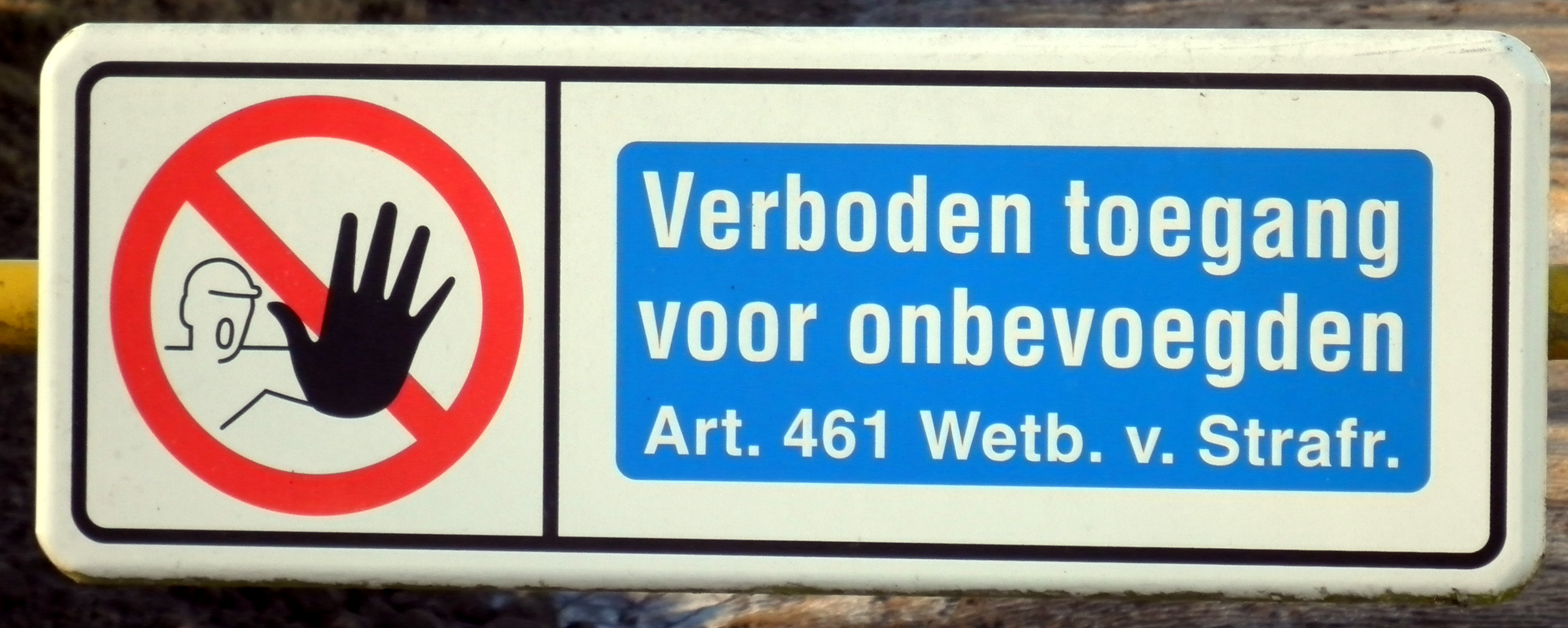
Artikel 461 Wetboek van Strafrecht - Stuw- en sluizencomplex Sambeek
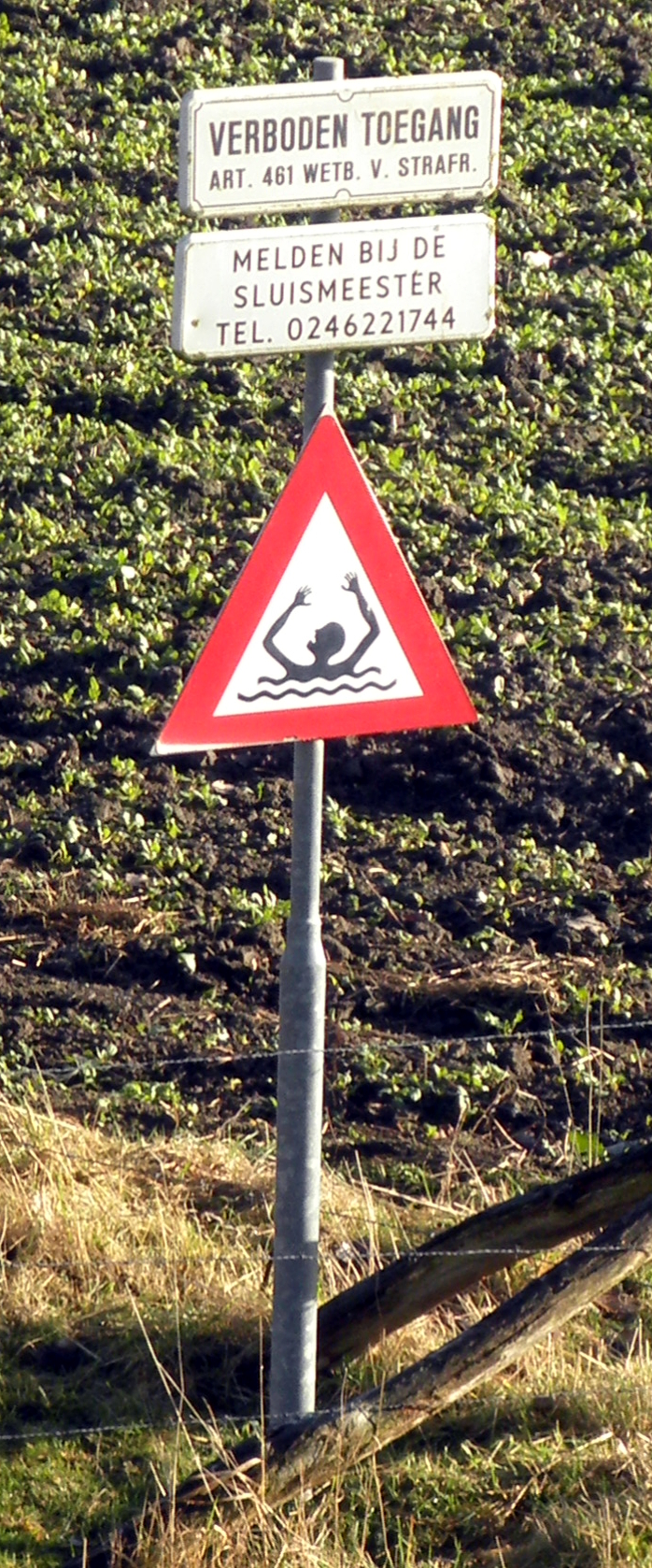
Artikel 461 Wetboek van Strafrecht - Stuw- en sluizencomplex Grave

### Straffen voor overtredingen
De volgende straffen worden vermeld:
- geldboete van de eerste categorie
- hechtenis van ten hoogste drie/zes of twaalf dagen of geldboete van de eerste categorie

- geldboete van de tweede categorie
- hechtenis van ten hoogste twaalf dagen/twee weken/veertien dagen/drie weken/een, twee of drie maand(en) of geldboete van de tweede categorie

- geldboete van de derde categorie
- hechtenis van ten hoogste een/twee/drie/zes maand(en) of geldboete van de derde categorie

Uit de maximale duur van hechtenis volgt dus niet helemaal eenduidig een boetecategorie.

## Strafrecht en lokale overheid
Gemeenten hebben een bescheiden rol in het Wetboek van Strafrecht zelf. Wel kennen veel regelingen die door gemeenten worden toegepast ook strafrechtbepalingen.
Er staat in het wetboek zelf straf op:
- geweld en bedreiging in een raadsvergadering
- geweld en bedreiging in een raadscommissie
- naaktlopen op niet door de gemeenteraad aangewezen plaats voor naaktrecreatie
- overtreding van de gemeenteverordening ter bestrijding van heling
- opkopen als een beroep of gewoonte en het door de gemeente verplicht gestelde opkoopregister niet op orde hebben
- overtreding noodbevel van de burgemeester in buitengewone omstandigheden.
- zonder verlof van de burgemeester zaken in brand steken
- ambtsmisbruik door de burgemeester, wethouder, raadslid, ambtenaar of iemand die als ambtenaar benoemd gaat worden.

Verder dragen gemeenten de kosten van de laatste straffase (verlof) van de plaatsing van een draaideurcrimeel in een daarvoor aangewezen inrichting.
Tot slot: hoewel dit niet in de wet staat is de burgemeester - via het overleg met de politie en officier van justitie onder andere in het driehoeksoverleg - op hoofdlijn nauw betrokken bij de toepassing van het strafrecht in zijn gemeente waarbij er een relatie is met de openbare orde en veiligheid.

## Kosten en middelen
Het ministerie van Justitie, directie wetgeving, is o.a. verantwoordelijk voor het beheer van het Wetboek van Strafrecht en de kosten daarvoor worden komende jaren begroot op € 11,5 miljoen.
Het hoogste rechtscollege, de Hoge Raad, staat voor 2010 voor € 26,7 miljoen op de justitiebegroting waarbij wel geldt dat het strafrecht slechts een deel van het werkpakket is. De Hoge Raad verwacht komende jaren jaarlijks circa 4000 strafzaken af te handelen.
De strafrechtbegroting van gerechtshoven en rechtbanken gaat voor 2010 e.v. uit van 249.000 zaken waarvoor c.a. € 200 miljoen beschikbaar is. De kosten van het Openbaar ministerie bedragen in 2010 ongeveer € 600 miljoen.